# Хулун-Буир
Хулун-Буир или Хулун-Буйр (монг. , kölün buyir, мон. кир. Хөлөнбуйр; кит. упр. 呼伦贝尔, пиньинь Hūlúnbèi'ěr) — городской округ на северо-востоке автономного района Внутренняя Монголия (КНР). Округ назван в честь находящихся на его территории озёр Хулун-Нур и Буйр-Нуур.

## География
В степях обитают филины.

## История
Древний человек появился в этих местах примерно 30 тыс. лет назад. Во II веке здесь проживали восточные племена гуннов. Эти племена занимались в основном охотой и, благодаря местным степям и рекам, разводили скот. Во второй половине III века на смену гуннам приходит империя Северная Вэй. В XII веке, во времена Чингисхана, после нескольких крупных битв эти территории становятся монгольскими. Этот период влияет на Хулун-Буир и до сегодняшнего дня: язык, география и культура, экономическая обстановка имеют схожий характер для Хулун-Буира и Монголии. Во времена империи Цин уделялось большое внимание охране границ с Российской империей.
В 1912—1920 годах Хулун-Буир номинально находился в составе провинции Хэйлунцзян. Зимой 1912 г. баргинцы изгнали китайские войска и администрацию и объявили о независимости Барги. В мае 1912 года Барга объявила о подданстве Богдо-хану независимой Монголии Джебцзундамба-хутухте VIII. 6 ноября 1915 г. было подписано Русско-китайское соглашение об особом статусе Барге в составе Китайской Республики. От провозглашения независимости Барги в 1912 г. до её включения в состав КНР баргинцы старались организовать собственные воинские формирования для защиты своей автономии. Эти формирования в первой половине XX века показали невысокую эффективность в боевых действиях с иностранными войсками, но, как правило, были достаточны для несения полицейской и пограничной службы. Во времена японо-китайской войны, до окончания второй мировой войны, территория округа непосредственно находилась в составе провинции Синъань государства Маньчжоу-Го.
После Второй мировой войны здесь наступил «вакуум власти», и начали создаваться органы самоуправления. Правительство Китайской Республики, произведя административный передел Северо-Востока, образовало в этих местах провинцию Синъань, но так как реальной власти в этих местах оно не имело, то это решение так и осталось на бумаге. 18 сентября 1945 года в Хайларе коммунистами было создано правительство Хулунбуир-Монгольского хошуна (呼伦贝尔蒙旗). 1 октября оно было распущено, а вместо него было образовано правительство Автономной провинции Хулунбуир (呼伦贝尔自治省). В марте 1946 года оно было преобразовано во Временное автономное правительство Хулунбуирского округа (呼伦贝尔地方临时自治政府), которое в октябре-ноябре 1946 года было переименовано в Автономное правительство Хулунбуирского округа (呼伦贝尔地方自治政府).
По мере укрепления власти коммунистов на Северо-Востоке, в 1948 году на территориях западнее Большого Хинганского хребта образовался аймак Хулун-Буир (呼伦贝尔盟), восточнее — аймак Навэньмужэнь (纳文慕仁盟), подчиняющиеся Автономному правительству Внутренней Монголии. Во время гражданской войны монголы заняли сторону коммунистов, которые в ответ признали создаваемые монголами органы самоуправления. В 1949 году два аймака объединились в аймак Хулунбуир-Навэньмужэнь (呼伦贝尔纳文慕仁盟), или сокращённо аймак Ху-На (呼纳盟), который вошёл в состав автономного района Внутренняя Монголия.
В 1953 году восток Внутренней Монголии был выделен в особую административную единицу, и аймак был расформирован. В 1954 году от особого статуса восточной части Внутренней Монголии было решено отказаться, а на территориях бывших аймаков Хуна и Хинган был образован аймак Хулун-Буир.
В 1969 году основная часть территории Хулун-Буира была передана в состав провинции Хэйлунцзян, а часть (земли бывшего аймака Хинган) — в состав провинции Гирин. В апреле 1970 года Орочонский и Мори-Дава-Даурский автономные хошуны были выведены из состава аймака и переданы в состав округа Да-Хинган-Лин провинции Хэйлунцзян. В 1979 году аймак был возвращён в состав Внутренней Монголии и восстановлен в границах 1969 года (при этом районы Джагдачи и Сунлин Орочонского автономного хошуна остались в подчинении властей округа Да-Хинган-Лин). В 1980 году был воссоздан аймак Хинган, и ситуация вернулась к границам 1953 года.
В соответствии с постановлением Госсовета КНР от 10 октября 2001 года аймак Хулун-Буир был преобразован в городской округ.
8 марта 2013 года район Чжалайнор был выделен из городского уезда Маньчжурия и перешёл под непосредственное управление властей городского округа.

## Население
В округе Хулун-Буир проживает около 32 этнических меньшинств. Среди них народы хань, монголы, хуэй, маньчжуры, северные корейцы, дауры, русские, уйгуры, эвенки и другие.
По состоянию на 2000 год национальный состав был следующим:
| Народ     | Численность | Доля    |
| --------- | ----------- | ------- |
| Китайцы   | 2 199 645   | 81,85 % |
| Монголы   | 231 276     | 8,6 %   |
| Маньчжуры | 111 053     | 4,13 %  |
| Дауры     | 70,287      | 2,62 %  |
| Хуэйцзу   | 30 950      | 1,15 %  |
| Эвенки    | 25 418      | 0,95 %  |
| Корейцы   | 8 355       | 0,31 %  |
| Русские   | 4 741       | 0,18 %  |
| Орочоны   | 3 144       | 0,12 %  |

## Административное деление
Городской уезд Хулун-Буир включает в себя 2 района городского подчинения, 5 городских уездов, 4 хошуна и 3 автономных хошуна
| Карта | Карта                                | Карта                                | Карта                  | Карта                      | Карта            | Карта         | Карта               |
| --- | ------------------------------------ | ------------------------------------ | ---------------------- | -------------------------- | ---------------- | ------------- | ------------------- |
| озеро · Далайнор Хайлар 1 Арун-Ци Морин-Дава- Даурский хошун Орочонский · хошун Эвенкийский · хошун Чэнь-Барга-Ци Шинэ-Барга- · Цзоци Шинэ-Барга-Юци 2 Якэши Чжаланьтунь Аргунь Гэньхэ 3* Сунлин* 1. Чжалайнор 2. Маньчжурия 3. Джагдачи* Примечание: районы Джагдачи и Сунлин · являются частью Орочонского хошуна · но подчиняются властям округа · Да-Хинган-Лин провинции Хэйлунцзян. |                                      |                                      |                        |                            |                  |               |                     |
| № | Тип                                  | Русское название                     | Китайское название     | Пиньинь                    | Население (2010) | Площадь (км²) | Плотность населения |
| 1 | Район                                | Чжалайнор                            | 扎赉诺尔区             | Zhālàinuò'ěr qū            | 90 000           | 312           | 288,5               |
| 2 | Район                                | Хайлар                               | 海拉尔区               | Hǎilā'ěr qū                | 344 947          | 1440          | 181                 |
| 3 | Городской уезд                       | Маньчжурия                           | 满洲里                 | Mǎnzhōulǐ                  | 152 473          | 701           | 360                 |
| 4 | Городской уезд                       | Чжаланьтунь                          | 扎兰屯                 | Zhālántún                  | 366 326          | 16 800        | 26                  |
| 5 | Городской уезд                       | Якэши                                | 牙克石                 | Yákèshí                    | 352 177          | 27 590        | 14                  |
| 6 | Городской уезд                       | Гэньхэ                               | 根河                   | Gēnhé                      | 110 441          | 19 659        | 9                   |
| 7 | Городской уезд                       | Аргунь                               | 额尔古纳               | É'ěrgǔnà                   | 76 667           | 28 000        | 3                   |
| 8 | Хошун                                | Арун-Ци                              | 阿荣旗                 | Āróng qí                   | 278 744          | 12 063        | 27                  |
| 9 | Хошун                                | Шинэ-Барга-Юци                       | 新巴尔虎右旗           | Xīnbā'ěrhǔ Yòu qí          | 36 356           | 25 102        | 1                   |
| 10 | Хошун                                | Шинэ-Барга-Цзоци                     | 新巴尔虎左旗           | Xīnbā'ěrhǔ Zuǒ qí          | 40 258           | 22 000        | 2                   |
| 11 | Хошун                                | Чэнь-Барга-Ци                        | 陈巴尔虎旗             | Chénbā'ěrhǔ qí             | 58 244           | 21 192        | 3                   |
| 12 | Орочонский автономный хошун          | Орочонский автономный хошун          | 鄂伦春自治旗           | Èlúnchūn zìzhìqí           | 223 752          | 59 800        | 5                   |
| 13 | Эвенкийский автономный хошун         | Эвенкийский автономный хошун         | 鄂温克族自治旗         | Èwēnkèzú zìzhìqí           | 134 981          | 19 111        | 7                   |
| 14 | Морин-Дава-Даурский автономный хошун | Морин-Дава-Даурский автономный хошун | 莫力达瓦达斡尔族自治旗 | Mòlìdáwǎ Dáwò'ěrzú zìzhìqí | 276 912          | 10 500        | 30                  |
| Часть Орочонского автономного хошуна по историческим причинам административно подчиняется округу Да-Хинган-Лин провинции Хэйлунцзян |                                      |                                      |                        |                            |                  |               |                     |

## Экономика
Развиты горнодобывающая, пищевая и деревообрабатывающая промышленность, производство стройматериалов и текстиля.

## Транспорт

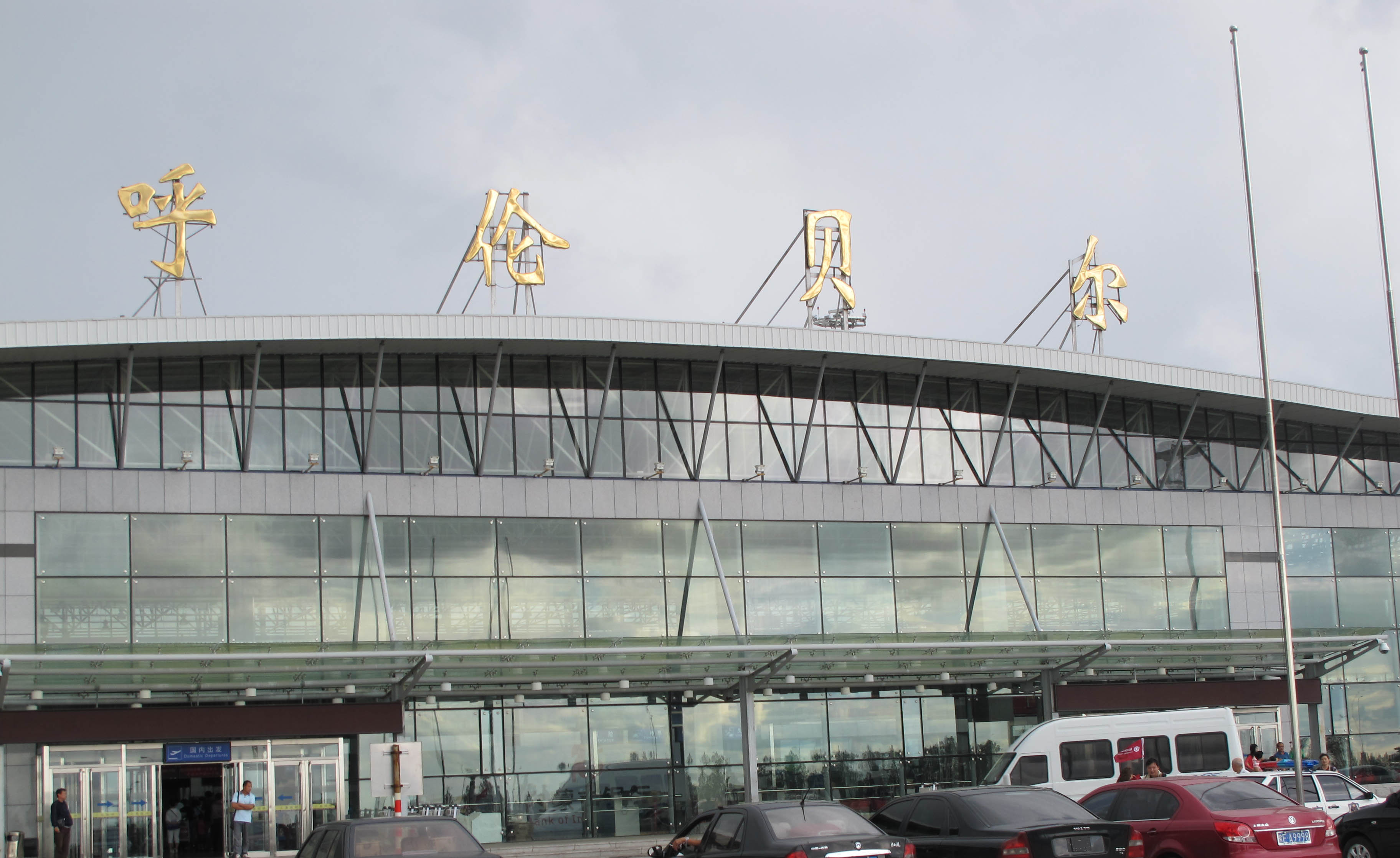
Аэропорт в Хайларе

На территории округа проходит Биньчжоуская железная дорога, соединяющаяся с Забайкальской железной дорогой на переходе Маньчжурия — Забайкальск. Эта дорога соединяет приграничную Маньчжурию с Харбином, её общая протяжённость составляет 935 километров. Городской уезд Маньчжурия также является начальным пунктом китайской автомагистрали общенационального значения Годао 301. В округе имеется два гражданских аэропорта, в Хайларе и Маньчжурии.